# Pieve di Santa Maria a Lamula
La pieve di Santa Maria a Lamula è un edificio sacro situato ai piedi della collina di Montelaterone, nel comune di Arcidosso (GR).
Santa Maria a Lamula, ricordata fin da IX secolo d.C., divenne il principale centro religioso e amministrativo dell'Amiata occidentale tra i secoli IX e XI.

## Storia
Santa Maria a Lamula sorse come cella, ossia come filiale, dell'abbazia di San Salvatore al monte Amiata agli inizi del IX secolo, in una zona particolarmente ricca di risorse, quali la vicinanza del fiume Ente, la presenza di boschi di castagno e di terreni argillosi coltivabili.
Nel Medioevo l'edificio religioso si trovava vicino al villaggio di Lamule (da qui deriva l'appellativo a Lamula) e del quale non rimane alcun resto visibile.
Il villaggio di Lamule era detto anche di Lama (stagno o palude in latino medievale) in quanto sorgeva su una zona resa acquitrinosa dal ristagno dell'acqua piovana.
La prima attestazione documentaria di Santa Maria risale all'853 e si trova in una pergamena in cui l'imperatore Lotario II conferma la sua proprietà all'abbazia di San Salvatore al monte Amiata.
Nel corso del IX e dell'XI secolo l'importanza della pieve come centro economico e amministrativo crebbe, come ci testimonia un documento datato 14 settembre 892 in cui viene citato un mercato sabatino o annuale che si svolgeva nei pressi dell'edificio religioso.
Da ricollegare a questa crescita di importanza è anche il riconoscimento della chiesa di Santa Maria a Lamula come pieve battesimale da parte di papa Gregorio V nel 996.
Nel corso dell'XI secolo, proprio mentre Lamula è all'apice del suo potere, si manifestano i primi sintomi di un mutamento nella forma di amministrazione e di insediamento, ciò porterà al declino delle pievi come centro di aggregazione della popolazione a favore di nuovi villaggi fortificati.
Nel caso di Santa Maria a Lamula venne costruito su iniziativa del Monastero di San Salvatore il villaggio fortificato di Montelaterone, che piano piano assorbirà la popolazione dal villaggio che era sorto intorno alla pieve.
A partire dal 1070 nei documenti Santa Maria a Lamula non viene più associata con un centro abitato, ma viene citata solo come pieve.
Nonostante la perdita di importanza del centro, il mercato continuerà a tenersi vicino alla chiesa almeno fino alla metà del Duecento, come testimoniano due documenti datati 1240 e 1249.

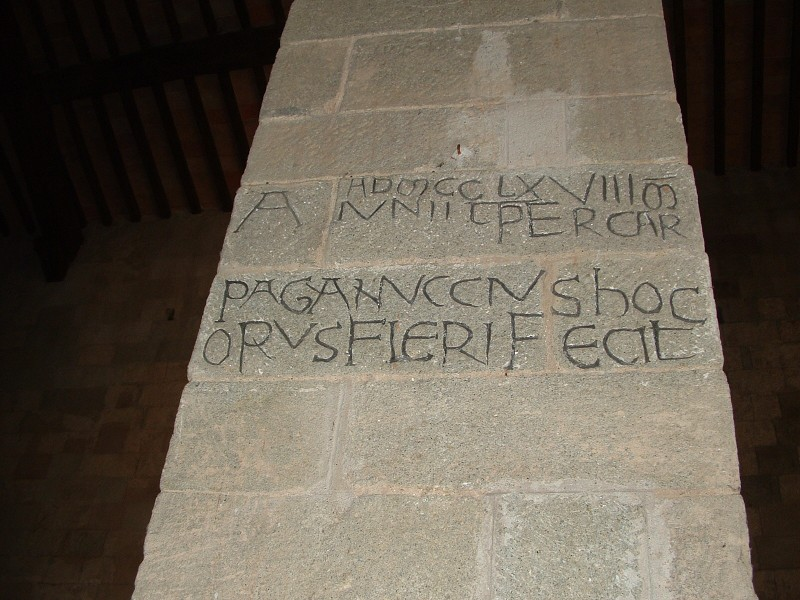
Iscrizione sul primo pilastro a destra dell'ingresso.

Nel 1264 le truppe di Siena, che erano in lotta con gli Aldobrandeschi, invasero la zona e incendiarono la chiesa di Santa Maria di Lamula e tutte le case vicine.
La chiesa venne restaurata nel 1268 (non si sa se venne totalmente ricostruita o solo in parte), come testimonia un'iscrizione realizzata sul primo pilastro a destra dell'ingresso e che tradotta suona così: «Nell'anno del Signore 1268 nel mese di giugno al tempo del re Carlo Paganuccio fece sì che questa opera fosse portata a termine».
Il re Carlo riportato sull'iscrizione era Carlo I d'Angiò, che ricevette nel 1265 dal papa l'investitura del Regno di Sicilia.
Pur non essendo egli padrone di tutta l'Italia, il suo nome era nella bocca e nel pensiero di molti, e questo giustifica il fatto che sia stato citato nell'iscrizione.
Santa Maria a Lamula continuò ad essere utilizzata come pieve fino al Cinquecento, quando il fonte battesimale venne spostato nella chiesa di San Clemente a Montelaterone.
Dopo questo periodo Santa Maria a Lamula venne utilizzata come oratorio.

## Architettura
La costruzione, in parte ricostruita tra il 1935 e il 1943, si presenta in stile romanico, caratterizzato dalla muratura in blocchi di trachite (pietra locale), da una pianta a tre navate terminante con tre absidi semicircolari e un tetto coperto da capriate di legno.

## Tradizioni e folclore

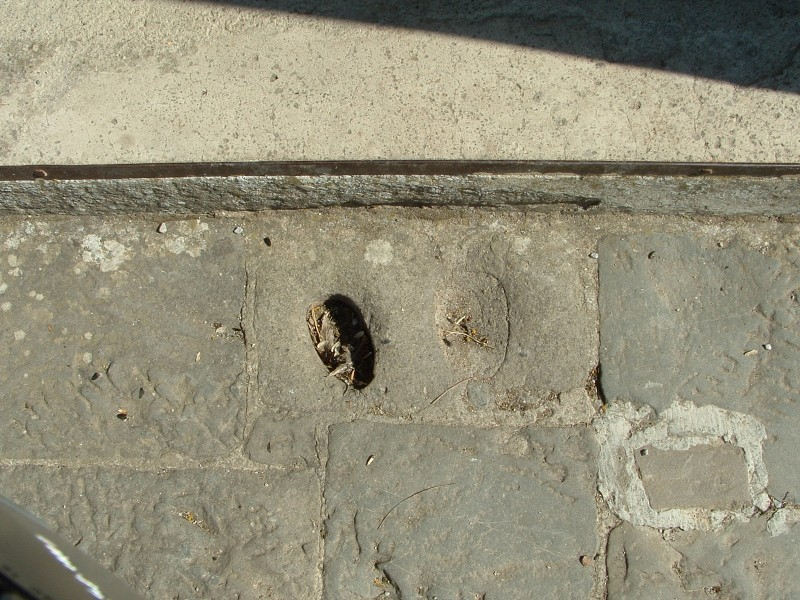
Pietra dove secondo la tradizione la mula lasciò le sue impronte.

La pieve è legata ad una leggenda secondo cui una mula si inginocchiò davanti al portale della pieve, per rendere omaggio alla statua della Madonna, lasciando miracolosamente le sue impronte sulla pietra.
Le impronte delle ginocchia della mula sono ancora oggi visibili sulla pietra di fronte all'ingresso.